# Amtsgericht Teterow

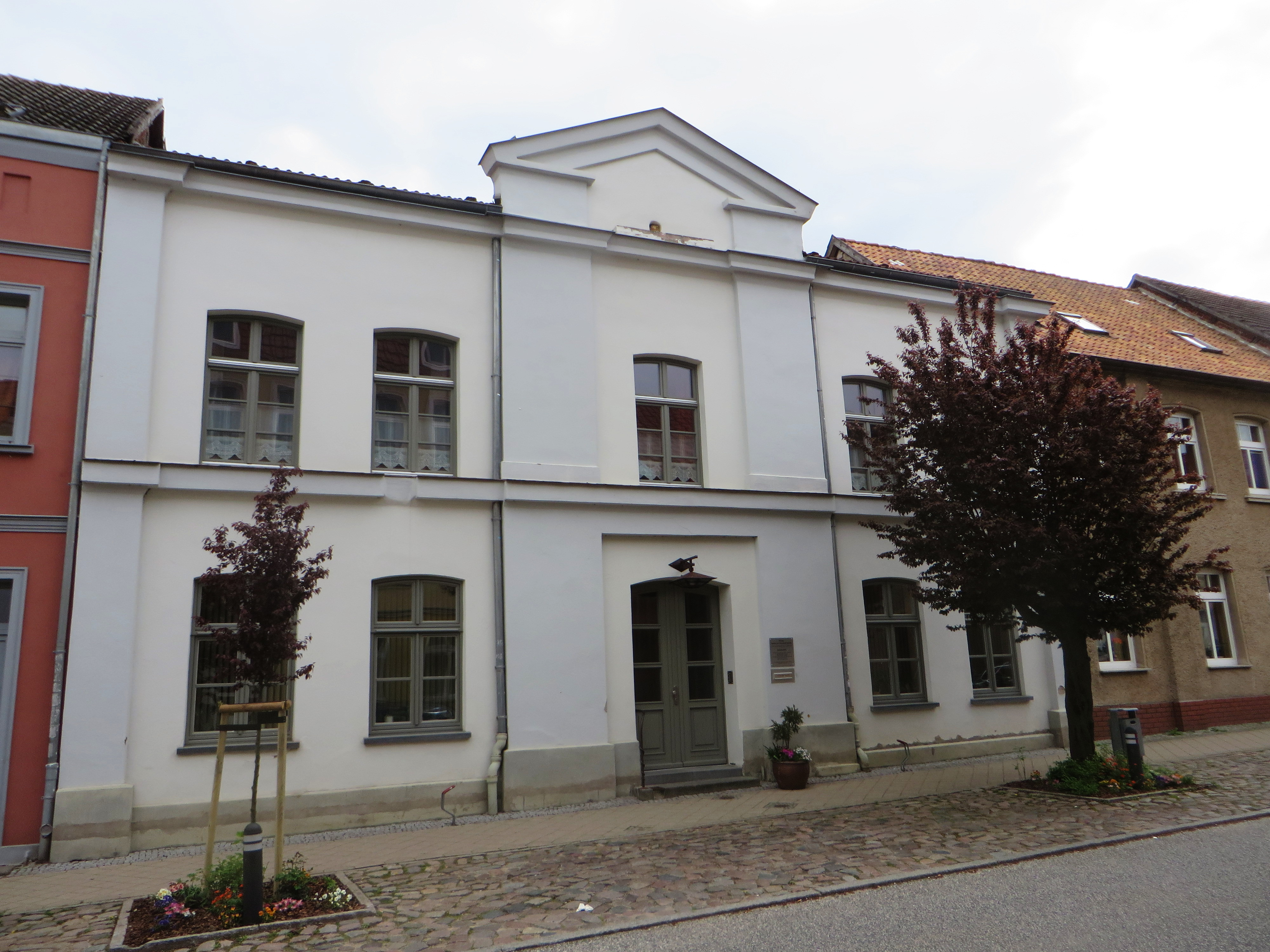
Gebäude des ehemaligen Amtsgerichts Teterow (2015)

Das Amtsgericht Teterow war ein Gericht der ordentlichen Gerichtsbarkeit des Landes Mecklenburg-Vorpommern und vorher in Mecklenburg-Schwerin.

## Gerichtssitz und -bezirk
Das Gericht hatte seinen Sitz in der Stadt Teterow. Der Gerichtsbezirk umfasste das Gebiet des damaligen Landkreises Teterow.

## Geschichte

### Mecklenburg-Schwerin
Im Rahmen der Reichsjustizgesetze wurden die bestehenden Gerichte des Großherzogtums Mecklenburg-Schwerin aufgelöst und Amts-, Landes- und Oberlandesgerichte gebildet. Das Amtsgericht Teterow war dem Landgericht Güstrow und dem Oberlandesgericht Rostock nachgeordnet. Am Gericht bestand 1880 eine Richterstelle. Das Amtsgericht war damit ein kleines Amtsgericht im Landgerichtsbezirk.
Sein Gerichtsbezirk umfasste die Stadt Teterow, und Teile des Dominialamtes Dargun (Jörgenstorf und Niendorf), des Dominialamtes Güstrow (Dalkendorf, Nienhagen, Groß Roge, Tenze, Groß Wokern und Klein Wokern) des ritterschaftlichen Amtes Goldberg (Langhagen) und die größten Teile der ritterschaftlichen Ämter Güstrow, Neukalen und Stavenhagen.

### DDR
In der DDR wurden die Amtsgerichte 1952 aufgelöst und einheitlich Kreisgerichte gebildet. In Teterow entstand so das Kreisgericht Teterow, welches dem Bezirksgericht Neubrandenburg nachgeordnet war. Gerichtssprengel war der Kreis Teterow.

### Nach dem Jahr 1989
Nach dem Zusammenbruch der DDR wurden die Kreisgerichte wieder aufgehoben und erneut Amtsgerichte, darunter das Amtsgericht Teterow, gebildet. Am 31. Dezember 1997 wurde das Gericht aufgehoben und in eine Zweigstelle des Amtsgerichts Güstrow umgewandelt. Die Zweigstelle wurde am 26. Juli 1999 geschlossen.

## Gebäude
Das Gericht befand sich in einem denkmalgeschützten Gebäude in der Warener Straße 31. Auch die Zweigstelle war dort untergebracht.

## Übergeordnete Gerichte
Dem Amtsgericht Teterow war ab 1945 das Landgericht Neubrandenburg übergeordnet. 1994 wechselte die Zuständigkeit zum Landgericht Rostock. Zuständiges Oberlandesgericht war das Oberlandesgericht Rostock.